# Harlem Nocturne
Harlem Nocturne è il tredicesimo album di Edgar Winter, pubblicato nel 1990 dall'etichetta Thunderbolt Records.

## Tracce
1. Searching – 2:34
2. Tingo Tango – 1:37
3. Cry Me a River – 2:45
4. Save Your Love for Me – 2:38
5. Quiet Gas – 1:46
6. Satin Doll – 2:30
7. Jordu – 3:20
8. The Girl from Ipanema – 2:29
9. Harlem Nocturne – 3:01
10. Come Back Baby – 2:15
11. Who Dunnit – 2:31
12. Before the Sunset – 2:39
13. Please Come Home for Christmas – 2:39
14. Rockin' Pneumonia – 2:01
15. You'll Be the Death of Me – 2:30
16. Kiss Tomorrow Goodbye – 2:45
17. Geisha Rock – 2:41